# Eric Wennerberg
Eric Valfrid Wennerberg (ur. 21 stycznia 1917 w Landskronie, zm. 15 maja 2001 w Huddinge) – szwedzki bobsleista.
Był w składzie szwedzkiej czwórki, która zdobyła brązowy medal na mistrzostwach świata w 1961.
Startował też na zimowych igrzyskach w 1968, na których wystąpił w zawodach dwójek, a jego partnerem był Carl-Erik Eriksson. Byli oni drugą szwedzką dwójką i zajęli 18. miejsce. Był najstarszym uczestnikiem tych igrzysk.
Reprezentował klub Djurgårdens IF.